# Hellrazor
Hellrazor è un personaggio dei fumetti, creato da Steven Grant (testi) e Gene Colan (disegni), pubblicato dalla Marvel Comics. Appare per la prima volta in Marvel Team-Up n. 87 (novembre 1979).

## Biografia del personaggio
Hellrazor è un assassino ingaggiato dalla Roxxon Oil Corporation, per diffamare e uccidere Pantera Nera. Viene sconfitto durante questa impresa da T'Challa, affiancato dall'Uomo Ragno. Viene ucciso nel "Bar Senza Nome" dal Flagello dei criminali.

## Poteri e abilità
Può assorbire energia dall'ambiente per aumentare forza e resistenza. Utilizza lame da polso che sparano dardi affilatissimi.
1. ↑  Il termine volume è usato in lingua inglese, in questo contesto, per indicare le serie, pertanto Vol. 1 sta per prima serie, Vol. 2 per seconda serie e così via.